# Caloncoba
Caloncoba là chi thực vật có hoa trong họ Achariaceae.